# Admission à domicile
L’admission à domicile était un acte du gouvernement français qui permettait à des étrangers résidant en France d'obtenir les mêmes droits civils, mais non les droits politiques, dont jouissaient les nationaux français.

## Histoire
Instaurée par une loi de mars 1803, inscrite l'année suivante dans l'article 13 du Code civil napoléonien puis finalement abrogée par l'article 6 de la loi du 10 août 1927, l'admission à domicile était jusqu'en 1889 une étape préalable à la naturalisation.
Après instruction des demandes par le ministère de la Justice, les décrets d'admission à domicile étaient publiés au Bulletin des lois.